# Hamburger Arbeiterkolonie Schäferhof

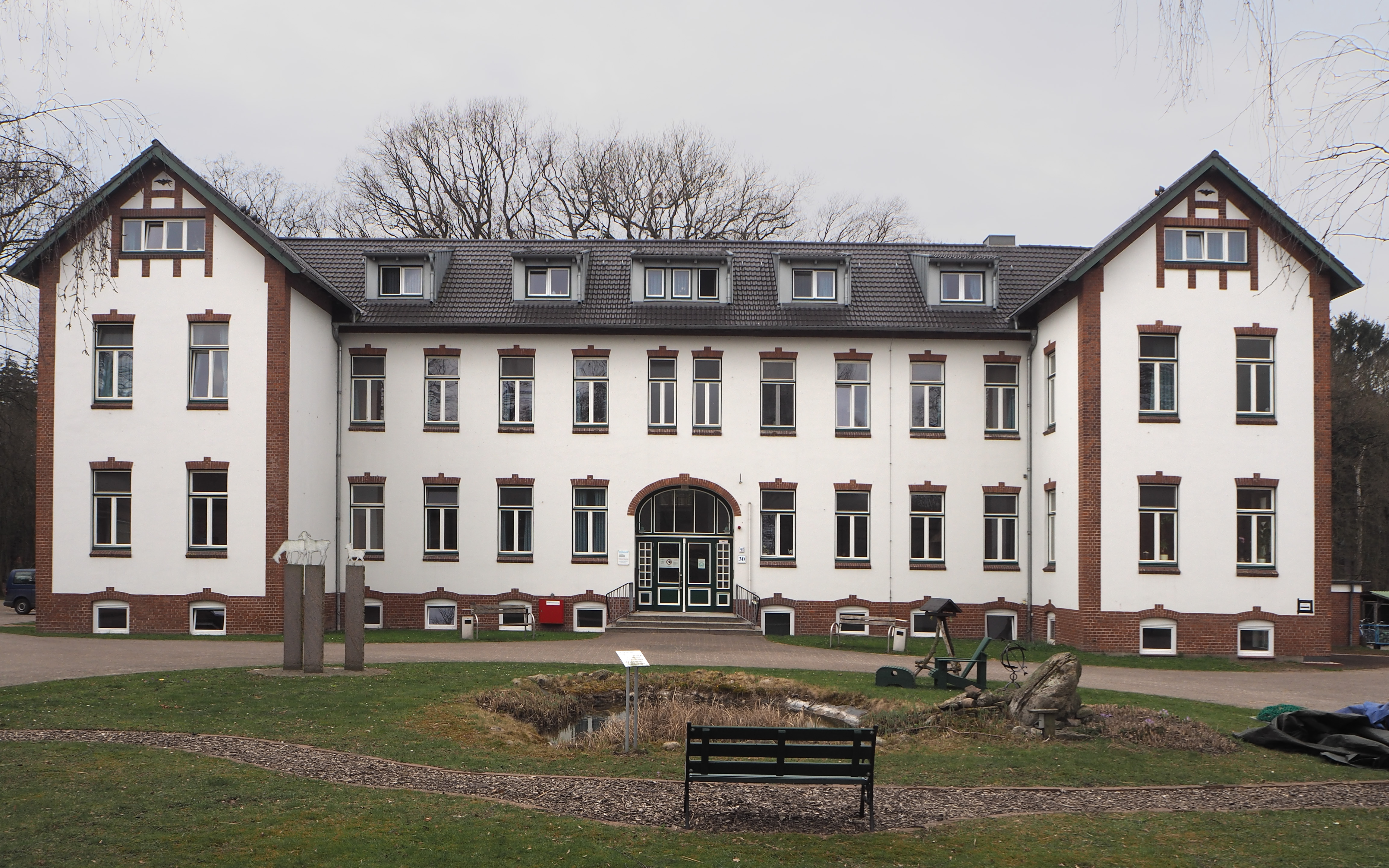
Haupthaus des Schäferhofs

Die Stiftung Hamburger Arbeiterkolonie in Appen ist eine gemeinnützige Stiftung mit sozialer Ausrichtung. Die Stiftung ist Mitglied im Diakonischen Werk Schleswig-Holstein.

## Hilfsangebote und Projekte

### Der Schäferhof Stationäre Wohnungslosenhilfe gem. §§ 67 ff. SGB XII.
Das Angebot richtet sich vor allem an Menschen, die keine Wohnung haben und mit weiteren sozialen und persönlichen Schwierigkeiten konfrontiert sind wie zum Beispiel Arbeitslosigkeit, gesundheitlichen Beeinträchtigungen oder einer Suchterkrankung. Der Schäferhof bietet 40 Plätze in der Wohnungslosenhilfe. Neben sozialpädagogischer Beratung, Begleitung zu Behörden, und Vollverpflegung, wird auch ein Tagesstrukturierendes Beschäftigungsangebot im Garten und der Holzwerkstatt angeboten. Ziel ist es, eine realistische Perspektive für die Zukunft aufzubauen.

### Das Haus Raboisen Stationäre Hilfe für alkoholkranke Menschen

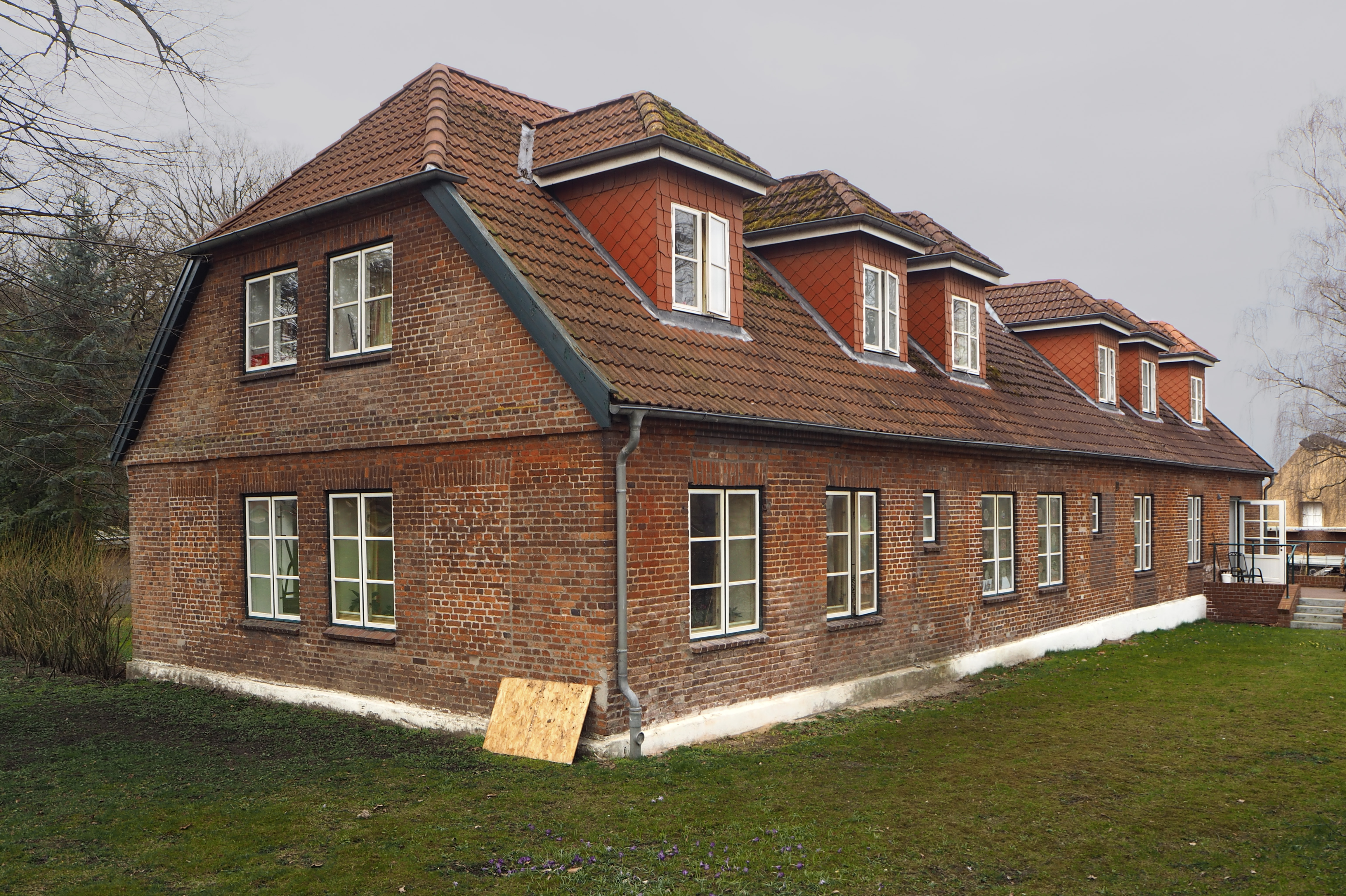
Haus Raboisen

Für chronisch mehrfach beeinträchtige, alkoholkranke Menschen (CMA) gibt es im Haus Raboisen zwölf stationäre Plätze. Eine feste Tagesstruktur mit gemeinsamen Mahlzeiten, therapeutischen und sozialpädagogischen Angeboten soll Halt und Orientierung geben. Abstinenz ist keine Aufnahmevoraussetzung. Es gibt die Möglichkeit des fremdkontrollierten Trinkens. Das Angebot gehört konzeptionell und sozialhilferechtlich in den Bereich der Eingliederungshilfe bzw. Suchthilfe.

### Projekte und Beschäftigungsangebote
Die Beschäftigungsangebote sorgen für Struktur und Orientierung. Die Beschäftigung soll sinnstiftend sein.
Der Schäferhof verfügt über eine gut eingerichtete Holzwerkstatt, zur Unterstützung der Bewohner sind drei Arbeitsanleiter angestellt. Der Bereich Beschäftigung ist als Zweckbetrieb anerkannt. Hergestellt werden Gartenbänke, Nistkästen, Müllcontainerboxen und weitere Holzprodukte.

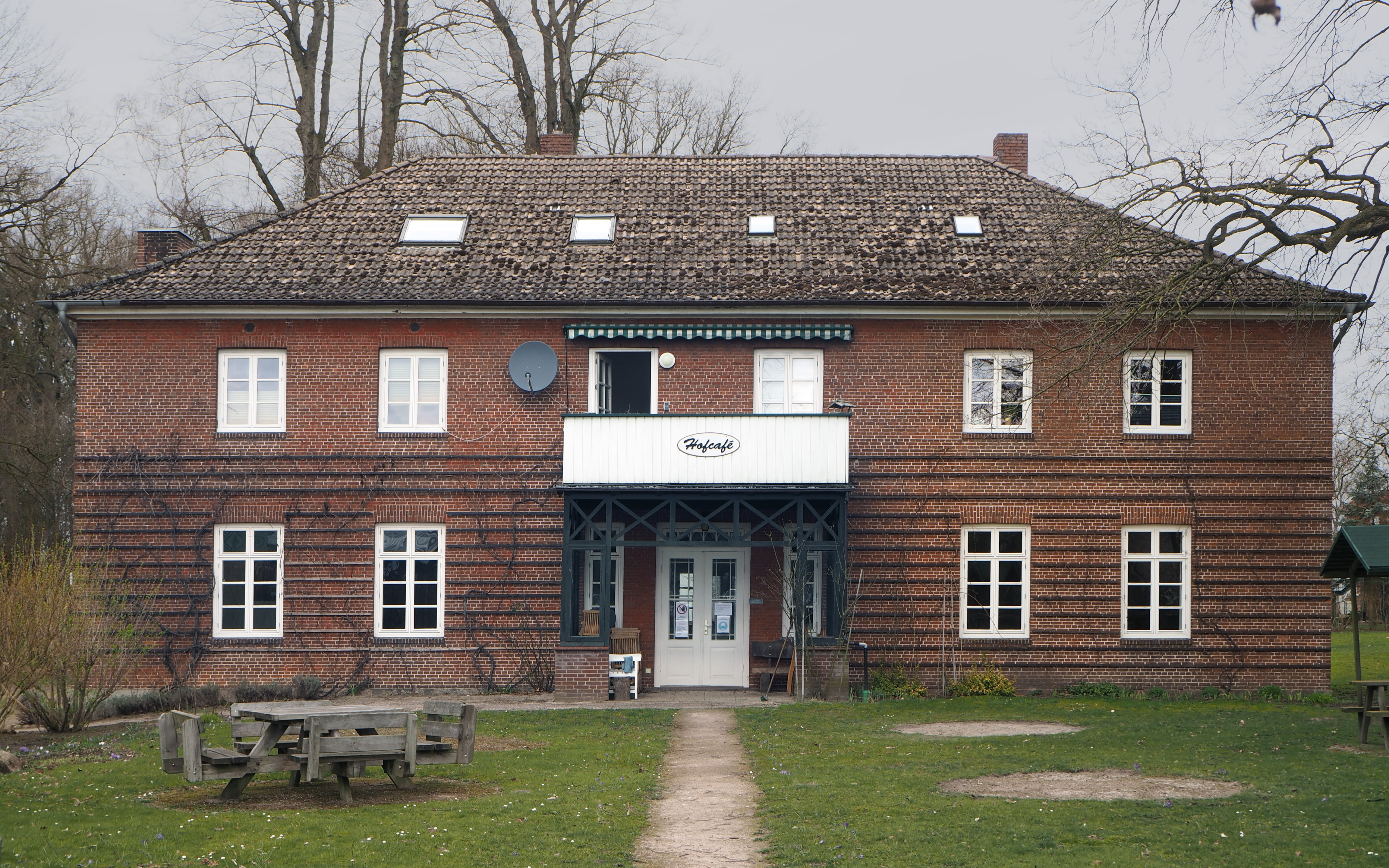
Gebäude mit dem Hofcafé

Der Naturerlebnisraum besteht aus einem Schau- und Lehrgarten und einer Beobachtungsstation am Appener See mit Robustrinderhaltung. Auch hier finden Menschen aus Beschäftigungs- und Qualifizierungsprojekten der Stiftung Hamburger Arbeiter-Kolonie eine sinnvolle Einsatzstelle.

## Geschichte
Die Hamburger Arbeiterkolonie wurde 1891 von Hamburger Kaufleuten gegründet. Der Standort lag zunächst nahe der Hamburger Michaeliskirche am  Neustädter Neuerweg 43, dann im Stadtteil Rothenburgsort an der Billhorner Kanalstraße 50. Der Schwerpunkt der Einrichtung war die Hilfe für vagabundierende Wohnungslose, sogenannte Wanderarme. Ausschließlich Männer wurden aufgenommen, sofern sie arbeitswillig waren. Der Aufenthalt war befristet, die selbstständige Lebensgestaltung außerhalb der Kolonie war das Ziel.
Vielen Kolonisten gelang es nicht, sich eine Existenz aufzubauen, sodass sie immer wieder zur Arbeiterkolonie zurückkehrten. Um diesen eine dauerhafte Perspektive zu bieten, wurde 1898 der Schäferhof als Heimatkolonie, eine 300 ha große Immobilie außerhalb der Stadt Hamburg bei Appen, erworben. Die Wohnanlage ermöglichte den Aufenthalt von bis zu 120 Männern. Bis in die Zeit weit nach dem Zweiten Weltkrieg galt das Prinzip Hilfe gegen Arbeit. Die Kolonisten waren in Landwirtschaft, Gartenbau und Hauswirtschaft tätig.
Da die Landwirtschaft durch Mechanisierung immer weniger Beschäftigungsmöglichkeiten bot, wurde im Schäferhof in den 1970er Jahren zusätzlich eine Kisten- und Palettenproduktion aufgebaut. 1996 wurde die Landwirtschaft des Schäferhofs verpachtet, außerdem musste man wegen der geänderten Marktlage die Palettenproduktion einstellen. Um weiterhin Beschäftigungsmöglichkeiten zu bieten, wurde eine Holzwerkstatt eingerichtet. Hofcafé, Reitsportzentrum und Naturerlebnisraum kamen später dazu.
Im Wohnbereich wurde von Mehrbettzimmern auf Einzelzimmer umgestellt. Im Haupthaus sind seit 2013 alle 26 Zimmer mit Nasszelle ausgestattet.